# Ali Musrati
Al-Moatasembella Ali Mohammad El Musrati (arab. ‏المعتصم بالله علي محمد المصراتي‎, ur. 6 kwietnia 1996 w Misracie) – libijski piłkarz grający na defensywnego pomocnika, reprezentant Libii.

## Kariera klubowa

### Al-Ittihad Trypolis
Jest wychowankiem libijskiego Al-ittihad, w którym rozpoczął również seniorską karierę w 2013 roku.

### Vitória SC

#### Rezerwy
31 stycznia 2017 podpisał trzyipółletnią umowę z Vitórią SC z portugalskiej Primeira Liga, z polecenia ich byłego gracza Romana Siona. Zaczął grać w drużynie rezerwowej, występującej na drugim szczeblu rozgrywek. Debiut w jej barwach zaliczył 15 kwietnia 2017, w przegranym 2:0 spotkaniu, przeciwko Gil Vicente FC. Pierwszego gola pomocnik strzelił 4 marca 2018, w meczu z União Madeira (1:1). Ostatecznie dla Vitórii SC B Libijczyk wystąpił w 40 spotkaniach, zdobywając 1 bramkę.

#### Pierwsza drużyna
Został przeniesiony do pierwszej drużyny Vitórii SC 1 lipca 2019. El Musrati zadebiutował w pierwszej drużynie, 25 lipca 2019 w meczu z luksemburskim Jeunesse Esch (1:1). Na krajowych boiskach, zadebiutował 5 sierpnia 2019, grając pełne 90 minut, wygranego 1:0 meczu przeciwko CD Feirense w drugiej rundzie Pucharu Ligi. W lidze natomiast zadebiutował trzynaście dni późnie, w domowym, zremisowanym 1:1 meczu z Boavistą FC i zajął trzecie miejsce w głosowaniu na najlepszego pomocnika miesiąca, za Bruno Fernandesem i Pizzim. Pierwszą bramkę zdobył 12 grudnia 2019, w wygranym 2:3, spotkaniu przeciwko Eintrachtowi Frankfurt. Łącznie dla Vitórii SC rozegrał 15 meczów i strzelił jednego gola.

### Rio Ave
29 stycznia 2020, został wypożyczony do Rio Ave z tej samej ligi, do końca sezonu. Debiut dla tego zespołu zaliczył on 9 lutego 2020 w starciu z Desportivo Aves (wyg. 0:4). Ostatecznie dla Rio Ave Libijczyk wystąpił w 12 spotkaniach, nie zdobywając żadnej bramki.

### SC Braga
31 lipca 2020, El Musrati podpisał czteroletni kontrakt z SC Bragą, dołączając do swojego byłego menedżera w Rio Ave, Carlosa Carvalhala. Zadebiutował w jej barwach 19 września 2020, w przegranym 3:1 meczu z FC Porto. 26 listopada 2020 zdobył swoją pierwszą bramkę w nowym klubie, w zremisowanym 3:3 spotkaniu, przeciwko angielskiemu Leicester City, a trzy dni później zdobył pierwszego gola w lidze, w domowym, wygranym 1:0 meczu przeciwko SC Farense.

## Kariera reprezentacyjna
El Musrati został po raz pierwszy powołany do reprezentacji Libii na Mistrzostwa Narodów Afryki 2014, rozgrywane w RPA i  zadebiutował 13 stycznia 2014 w wygranym 2:0 starciu z Etiopią. Rozegrał wszystkie mecze poza jednym, w tym wygrany w rzutach karnych z Ghaną w finale.
| Numer | Przeciwko                     | Ranga                                     | Data                | Ilość | Wynik końcowy meczu (czer. przegrane) |
| ----- | ----------------------------- | ----------------------------------------- | ------------------- | ----- | ------------------------------------- |
| 1     | Republika Zielonego Przylądka | Puchar Narodów Afryki 2019 – kwalifikacje | 6 września 2015     | 1     | 1:2                                   |
| 2     | Demokratyczna Republika Konga | Mistrzostwa Świata 2018 – eliminacje      | 7 października 2017 | 1     | 1:2                                   |

## Sukcesy
- Mistrzostwa Narodów Afryki w Piłce Nożnej 2014 – 1x, z reprezentacją Libii, 2014 rok[22]